# Persone di nome Pamela
| Questa pagina contiene informazioni ricavate automaticamente dalle voci biografiche con l'ausilio del template Bio e di un bot. L'aggiornamento è periodico e automatico e ricostruisce completamente la pagina. Se manca una persona in questa lista, sei pregato di non aggiungerla, ma accertati piuttosto che la sua voce biografica contenga il template Bio e che i dati anagrafici siano correttamente compilati. Se il template Bio manca, inseriscilo tu stesso o, in alternativa, metti l'avviso {{tmp\|Bio}} che ne segnala la mancanza. Se i dati riportati sono sbagliati, correggi direttamente la voce biografica; le modifiche saranno visibili in questa lista entro pochi giorni. Per chiarimenti vedi il progetto antroponimi. La lista contiene solo le 83 persone che sono citate nell'enciclopedia e per le quali è stato implementato correttamente il template Bio. Pagina aggiornata al 6 ago 2025. |

Questa è una lista di persone presenti nell'enciclopedia che hanno il nome Pamela, suddivise per attività principale.

## Allenatrici di calcio(1)
- Pamela Conti, allenatrice di calcio e ex calciatrice italiana (Palermo, n. 1982)

## Artiste(1)
- Pamela Colman Smith, artista e illustratrice britannica (n. 1878 - † 1951)

## Astronaute(1)
- Pamela Melroy, ex astronauta statunitense (Palo Alto, n. 1961)

## Astronome(2)
- Pamela L. Gay, astronoma e educatrice statunitense (California, n. 1973)
- Pamela M. Kilmartin, astronoma neozelandese

## Attrici(24)
- Pamela Adlon, attrice, doppiatrice e sceneggiatrice statunitense (New York, n. 1966)
- Pamela Anderson, attrice, modella e produttrice televisiva canadese (Ladysmith, n. 1967)
- Pamela Bach, attrice, personaggio televisivo e modella statunitense (Tulsa, n. 1963 - Los Angeles, † 2025)
- Pamela Bellwood, attrice televisiva statunitense (New York City, n. 1951)
- Pamela Blair, attrice, cantante e ballerina statunitense (Bennington, n. 1949 - Phoenix, † 2023)
- Pamela Blake, attrice statunitense (Oakland, n. 1915 - Las Vegas, † 2009)
- Pamela Britton, attrice statunitense (Milwaukee, n. 1923 - Arlington Heights, † 1974)
- Pamela Brown, attrice britannica (Londra, n. 1917 - Londra, † 1975)
- Pam Ferris, attrice gallese (Hannover, n. 1948)
- Pamela Franklin, attrice britannica (Yokohama, n. 1950)
- Pamela Gidley, attrice statunitense (Methuen, n. 1965 - Seabrook, † 2018)
- Pamela Hayden, attrice e doppiatrice statunitense (Windham, n. 1953)
- Pamela Hensley, attrice statunitense (Los Angeles, n. 1950)
- Pamela Isaacs, attrice e cantante statunitense
- Pamela Lincoln, attrice statunitense (Los Angeles, n. 1937 - Branford, † 2019)
- Pamela Ludwig, attrice statunitense (n. 1960)
- Pamela Sue Martin, attrice statunitense (Westport, n. 1953)
- Pamela Myers, attrice statunitense (Hamilton, n. 1947)
- Pamela Nomvete, attrice etiope (n. 1963)
- Pamela Reed, attrice statunitense (Tacoma, n. 1949)
- Pamela Saino, attrice italiana (Milano, n. 1987)
- Pamela Salem, attrice e impresaria teatrale britannica (Bombay, n. 1944 - Surfside, † 2024)
- Pamela Springsteen, attrice e fotografa statunitense (Freehold, n. 1962)
- Pamela Stephenson, attrice neozelandese (Takapuna, n. 1949)

## Attrici pornografiche(1)
- Pamela Mann, ex attrice pornografica statunitense (n. 1957)

## Avvocate(1)
- Pam Bondi, avvocata e politica statunitense (Tampa, n. 1965)

## Biochimiche(1)
- Pamela Habibović, biochimica bosniaca (Tuzla, n. 1977)

## Calciatrici(3)
- Pamela Begič, calciatrice slovena (Semič, n. 1994)
- Pamela Gueli, calciatrice e giocatrice di calcio a 5 italiana (Rivoli, n. 1990)
- Pamela Tajonar, calciatrice messicana (Cuernavaca, n. 1984)

## Cantanti(3)
- Pamela Courson, cantante statunitense (Weed, n. 1946 - Los Angeles, † 1974)
- Pamela Paris, cantante e attrice italiana (Napoli, n. 1962)
- Pamela Petrarolo, cantante e showgirl italiana (Roma, n. 1976)

## Cestiste(4)
- Pamela Ferrari, ex cestista italiana (Latina, n. 1974)
- Pamela McGee, ex cestista e allenatrice di pallacanestro statunitense (Flint, n. 1962)
- Pamela Rosado, cestista portoricana (Arecibo, n. 1986)
- Pam Rosanio, ex cestista statunitense (Upper Southampton, n. 1986)

## Conduttrici televisive(1)
- Pamela Rota, conduttrice televisiva, showgirl e modella italiana (Osio Sotto, n. 1985)

## Danzatrici(1)
- Pamela May, ballerina trinidadiana (San Fernando, n. 1917 - Birmingham, † 2005)

## Danzatrici su ghiaccio(1)
- Pamela Weight, ex danzatrice su ghiaccio britannica

## Diplomatiche(1)
- Pamela Harriman, diplomatica e socialite britannica (Farnborough, n. 1920 - Parigi, † 1997)

## Mezzofondiste(1)
- Pamela Jelimo, mezzofondista keniota (Kabirisang, n. 1989)

## Modelle(4)
- Pamela Camassa, modella e showgirl italiana (Prato, n. 1984)
- Pamela Eldred, modella statunitense (West Bloomfield, n. 1948 - West Bloomfield, † 2022)
- Bianca Manalo, modella e attrice filippina (Manila, n. 1986)
- Pamela Tiffin, modella e attrice statunitense (Oklahoma City, n. 1942 - New York, † 2020)

## Montatrici(1)
- Pamela Martin, montatrice statunitense

## Nobildonne(2)
- Pamela Mitford, nobildonna inglese (Salisbury, n. 1907 - Londra, † 1994)
- Pamela Wyndham, nobildonna e scrittrice inglese (Salisbury, n. 1871 - Wilsford, † 1928)

## Nuotatrici(4)
- Pam Kruse, ex nuotatrice statunitense (Miami, n. 1950)
- Pamela Rai, ex nuotatrice canadese (New Westminster, n. 1966)
- Pam Singleton, ex nuotatrice australiana (n. 1936)
- Pamela Nuzhet Toscano Millan, nuotatrice artistica messicana (n. 2000)

## Ornitologhe(1)
- Pamela C. Rasmussen, ornitologa statunitense (n. 1959)

## Ostacoliste(2)
- Pamela Dutkiewicz, ostacolista tedesca (Kassel, n. 1991)
- Pam Kilborn, ex ostacolista, velocista e lunghista australiana (Melbourne, n. 1939)

## Pallavoliste(1)
- Pamela Cartagena, pallavolista portoricana (Bayamón, n. 1987)

## Percussioniste(1)
- Pamela Jintana Racine, percussionista e danzatrice statunitense (New York, n. 1977)

## Politiche(2)
- Pamela Giacoma Giovanna Orrù, politica italiana (Trapani, n. 1967)
- Pamela Rendi-Wagner, politica e medica austriaca (Vienna, n. 1971)

## Produttrici cinematografiche(1)
- Pamela Koffler, produttrice cinematografica statunitense

## Registe(1)
- Pamela Fryman, regista e produttrice televisiva statunitense (Filadelfia, n. 1959)

## Sciatrici alpine(1)
- Pamela Behr, ex sciatrice alpina tedesca (Hindelang, n. 1956)

## Scrittrici(5)
- Pamela Hansford Johnson, scrittrice, critica letteraria e poetessa britannica (Londra, n. 1912 - Londra, † 1981)
- Pamela Des Barres, scrittrice statunitense (Reseda, n. 1948)
- Pamela Moore, scrittrice statunitense (New York, n. 1937 - New York, † 1964)
- P. L. Travers, scrittrice australiana (Maryborough, n. 1899 - Londra, † 1996)
- Pamela Wallace, scrittrice e sceneggiatrice statunitense (Exeter, n. 1949)

## Storiche(1)
- Pamela Kyle Crossley, storica statunitense (n. 1955)

## Tennistavoliste(1)
- Pamela Pezzutto, tennistavolista italiana (Sacile, n. 1981)

## Tenniste(2)
- Pam Casale, ex tennista statunitense (Camden, n. 1963)
- Pam Shriver, ex tennista statunitense (Baltimora, n. 1962)

## Tuffatrici(1)
- Pamela Ware, tuffatrice canadese (Greenfield Park, n. 1993)

## Veliste(1)
- Pamela Healy, ex velista statunitense (San Francisco, n. 1963)

## Velociste(2)
- Pamela Jiles, ex velocista statunitense (New Orleans, n. 1954)
- Pam Marshall, ex velocista statunitense (Hazelhurst, n. 1960)

## Wrestler(1)
- Bayley, wrestler statunitense (San Jose, n. 1989)

## Senza attività specificata(1)
- Pamela Prati, soubrette, attrice e ex modella italiana (Ozieri, n. 1958)